# هیگاشیئورا، آیچی
هیگاشیئورا، آیچی (به لاتین: Higashiura, Aichi) یک منطقهٔ مسکونی در ژاپن است که در بخش چیتا، آیچی واقع شده‌است. هیگاشیئورا ۳۱٫۱۴ کیلومترمربع مساحت و ۴۹٬۹۰۵ نفر جمعیت دارد.